# Kunštát
Kunštát är en stad i Tjeckien.   Den ligger i distriktet Okres Blansko och regionen Södra Mähren, i den östra delen av landet, 160 km öster om huvudstaden Prag. Kunštát ligger 443 meter över havet och antalet invånare är 2 637.
Terrängen runt Kunštát är platt åt sydväst, men åt nordost är den kuperad. Terrängen runt Kunštát sluttar brant österut. Runt Kunštát är det ganska tätbefolkat, med 116 invånare per kvadratkilometer. Närmaste större samhälle är Boskovice, 10,5 km öster om Kunštát. I omgivningarna runt Kunštát växer i huvudsak blandskog.